# 空中客车A319
空中客车A319是由空中客车生產的中短程、窄體、雙引擎商用喷气客机，屬於空中客车A320系列，是將A320的機身縮短設計而成。A319的載客量一般為124至156人，最大航程為3,750海浬（6,950千米；4,320英里）。A319于1996年4月在瑞士航空投入使用，比加长版的空客A321晚了兩年左右，比母型號A320晚了八年。該飛機與所有其他空中巴士A320家族的機型使用共同的機種檢驗。現有A320系列飛行員無需進一步訓練即可駕駛同系列機型。
2010年12月，空中客车公司宣布了A320系列的新一代飞机，A320neo（new engine option，新发动机选项）。同樣縮短機身的A319neo變體提供了新的、更有效率的引擎。結合機身的改良和新增的鲨鳍小翼，该设计将节省高达15%的燃油。A319neo的銷售量比其他A320neo系列機型低很多，截至2025年5月，約佔A320neo系列總訂單量的0.5%。空中巴士共交付了1,516架空中巴士A319，現今共有1,263架正在服役。此外，另有27架客機尚未交付，包括2架A319ceo（current engine option）和25架A319neo。美國航空是該機型最大的營運商，其機隊中共有133架A319ceo。根據2018年7月的統計，正在營運的A319數量為：歐洲、北美和南美的航空公司各約500架，亞太地區的航空公司約250架，非洲和中東地區約40架。 ACJ319是A319的商務機版本，用於包機或私人飛機，也可以作為運輸軍事人員的運輸機使用。

## 开发阶段

### 背景
A320系列的第一个成员为A320，于1984年3月发布，并于1987年2月22日首飞。该系列有加长版A321（1994年首次交付），缩短型号A319（1996年），以及为竞争支线客机市场进一步缩减机身的A318（2003年）。A320系列是世界上第一个在商用飞机上使用电传飞控系统以及用侧杆来取代传统摇杆的机型。据《纽约时报》报道，A319是应ILFC前总裁兼首席执行官史蒂芬·乌德瓦·哈兹的要求而设计的。

### 起源及设计
A319是A320縮短機身的衍生產品，起源於代號為SA1的單走道客機研究計劃，設計搭載130至140名乘客。後因空中巴士集中精力開發A320系列其他更大的機型而擱置了SA1計畫。在A320/A321擁有一定數量的訂單之後，空中巴士公司重新專注於開發當時被稱為A320M-7的機型，其意為A320減去7個機身隔間，目的为与波音737-300/700直接竞争。移除機翼前部的四個機身框架和後部的三個隔框後，總長度減少了3.73米（12英尺3英寸）。因此，機翼上方的出口數量從四個減少到兩個。座位密度分佈較高的A319飛機，如易捷航空使用的156座A319，保留了四个翼上出口。散裝貨艙門改為位於機尾的貨艙門，它可以容納高度較低的LD3-45集装箱。為了適應不同的操作特性，在軟體方面做了一些更動；除此之外，飛機基本上沒有變化。配備的引擎可選用CFM56-5A或V2500-A5，推力减至98千牛顿（22,000英磅力），但也有105千牛顿（24,000英磅力）推力的選項。
A319燃料容量與A320-200基本相同，因乘客數量較少（兩艙等配置時載客量為124人），航程增為6,650公里（3,590海浬）。A319的翼展比飛機的總長度長。

### 试飞与制造
空中客车公司从1992年5月22日开始接受A319的订单，A319的首个订单来自ILFC，订单数量为6架飞机。为准备瑞士航空和意大利航空公司的新订单，空中客车公司于1993年6月10日启动了2.75亿美元（2.5亿欧元）的计划。1995年3月23日，第一架A319在空中客车公司位于汉堡的德国工厂进行了总装，同时也是A321的总装场。它于1995年8月24日出厂，并在隔天首飞。为取得适航证共花费350小时的飞行时数。1996年4月，配备CFM56-5B6/2的型号被授予认证，次月开始对V2524-A5进行资格认证。
第一架A319于1996年4月25日交付予瑞士航空，并在月底投入使用。1997年1月，一架A319在一次交付飞行中打破了记录，在从汉堡飞往马尼托巴省温尼伯的航线上共飞行3,588海里（6,645），用时9小时5分钟。事实证明，A319在低成本航空公司中很受欢迎（例如易捷航空，共交付172架A319）。
截至2025年3月31日，共有1484架A319ceo型号的飞机已经交付，现仍有2架订单未交付。直接竞争对手为波音737-700。

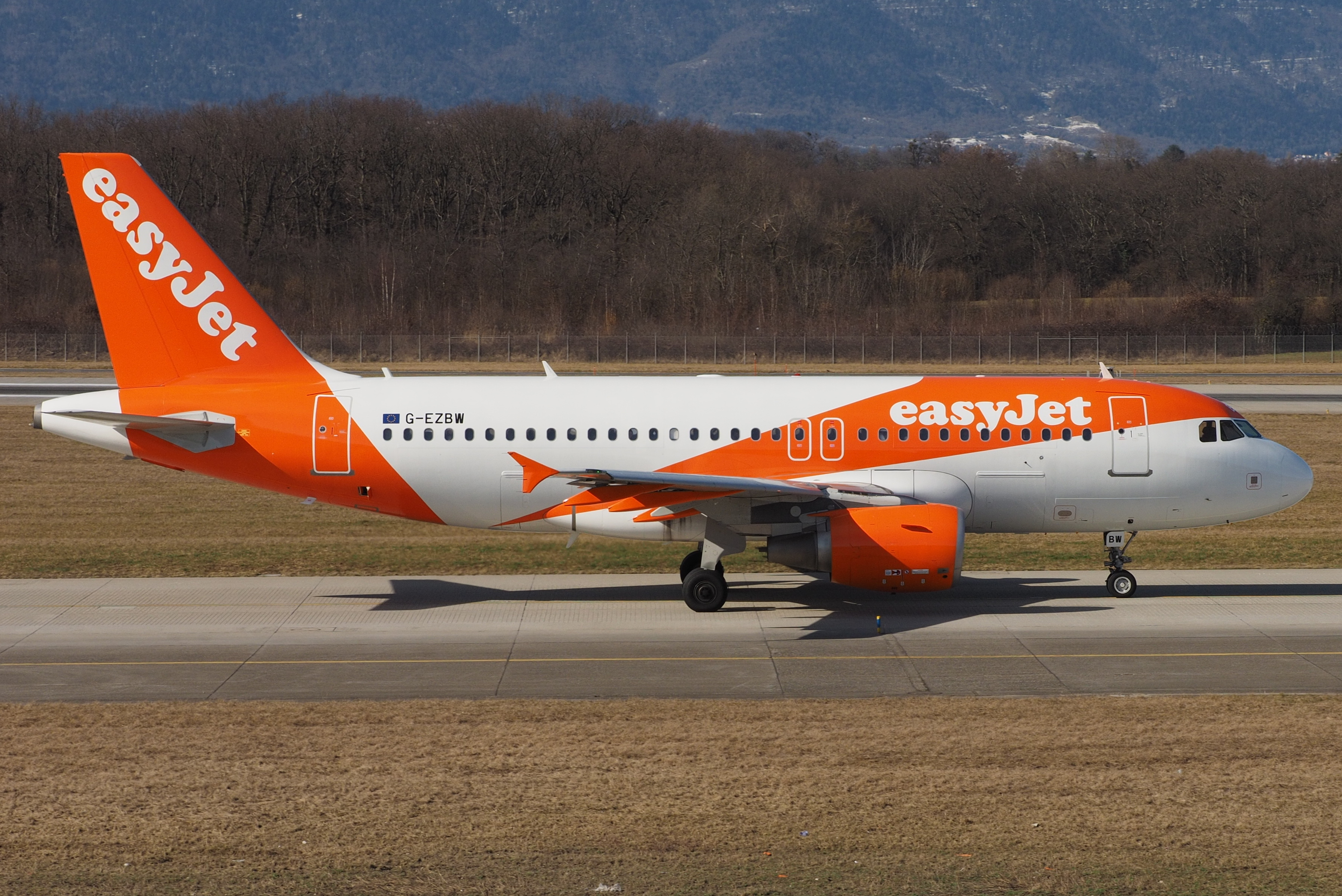
易捷航空的一架A319

## 子型号

### A319CJ
ACJ319是A319的公務機版本。航程為6,000海浬（11,100公里），包含安裝在貨艙內的可拆卸的副油箱，巡航高度上限增為12,000米（39,000英尺） 。可以移除額外的油箱而改裝為一般型號的A319，這樣可以提升轉售時的價值。2018年，A319LR和ACJ获得了欧洲JAA和美国FAA的认证。其单位成本为1.05亿美元。
该机型可容纳19至50名乘客，可由客户自己定制。DC航空、UB集团和信实工业均为其用户之一。A319CJ的竞争对手为波音BBJ1（737-700） 、湾流G550和庞巴迪环球快车。由于机身直径更宽，它提供了比竞争对手更宽敞的内部空间，采用与A320相同的发动机类型，即CFM国际CFM56或V2527 。A319CJ被法国空军第60运输中队用作运输法国官员，并被联邦国防部飞行值勤队用于运输德国官员。自2003年以来，ACJ是亚美尼亚、巴西、捷克共和国、意大利、马来西亚、斯洛伐克、泰国、土耳其、乌克兰和委内瑞拉的总统专机。

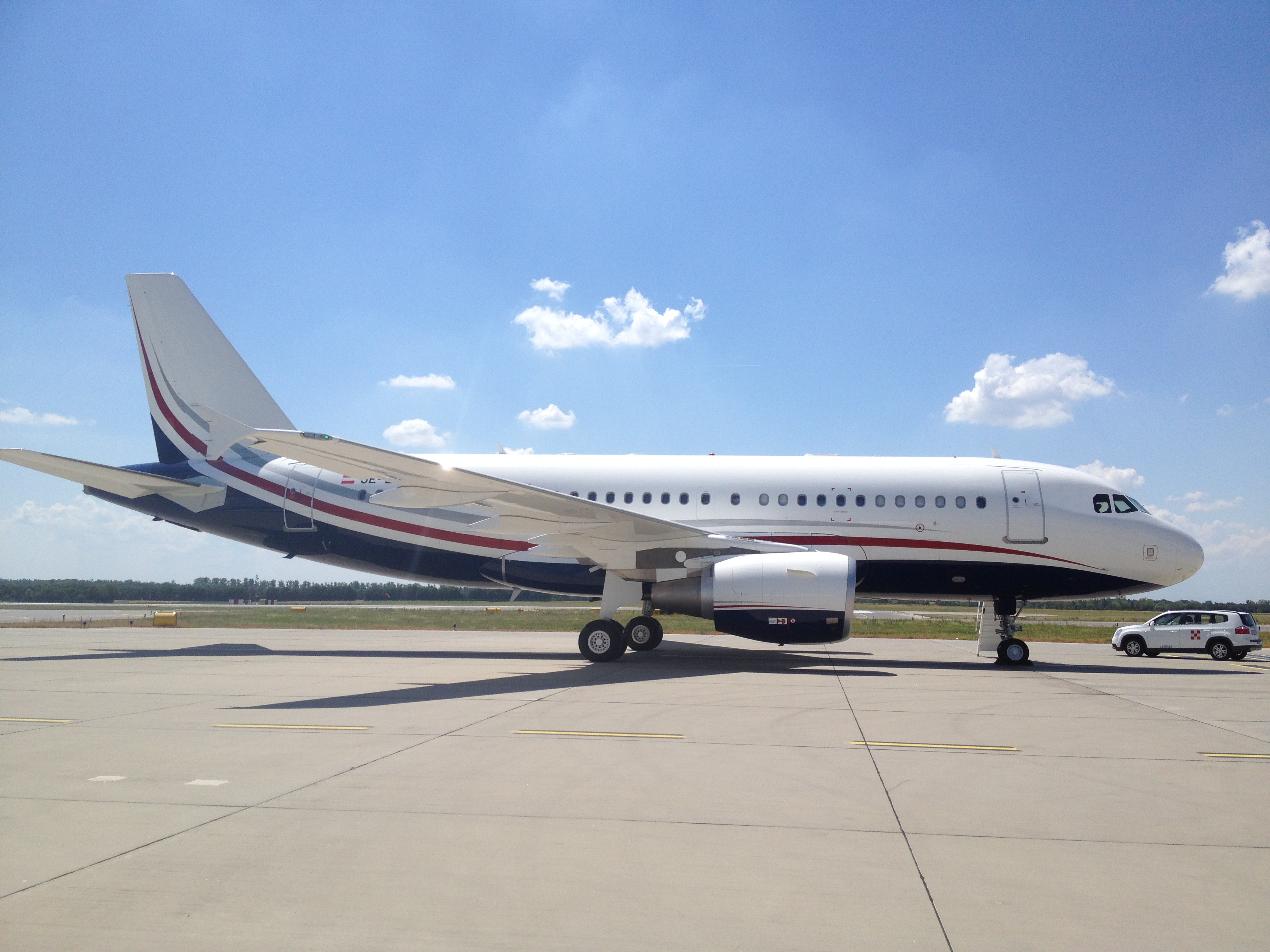
一架由MJET运营的ACJ319。

### A319neo
A319neo将是空中客车公司自2010年12月以来开发的空中客车A320neo系列客机的一部分，后缀 "neo "意味着 "新发动机选项"（Newer engine option)。同时也是是2006年启动的A320增强型（A320E）现代化计划的最后一步。A319neo取代了原来的A319，后者现在被称为A319ceo，意为 "当前的发动机选项"（Current engine option）。
除了新的发动机，现代化计划还包括以下改进：空气动力学改进、大型弧形小翼（鲨脊小翼）、减重、具有更大储存空间的行李架，以及改进过的空气净化系统。客户将可以选择CFM国际公司的LEAP-1A发动机或普惠公司的PW1100G发动机。
这些改进结合起来将使每架飞机的油耗降低15%，运营成本降低8%，噪音减少，与A320系列相比，氮氧化物（NOx）排放将减少至10%，并且航程增加约500海里（900）。

A319neo是空客A320neo系列中销量最少的机型，截至2025年4月30日，共有57架A319neo的订单，而A320neo的订单为4065架，A321neo为7006架。

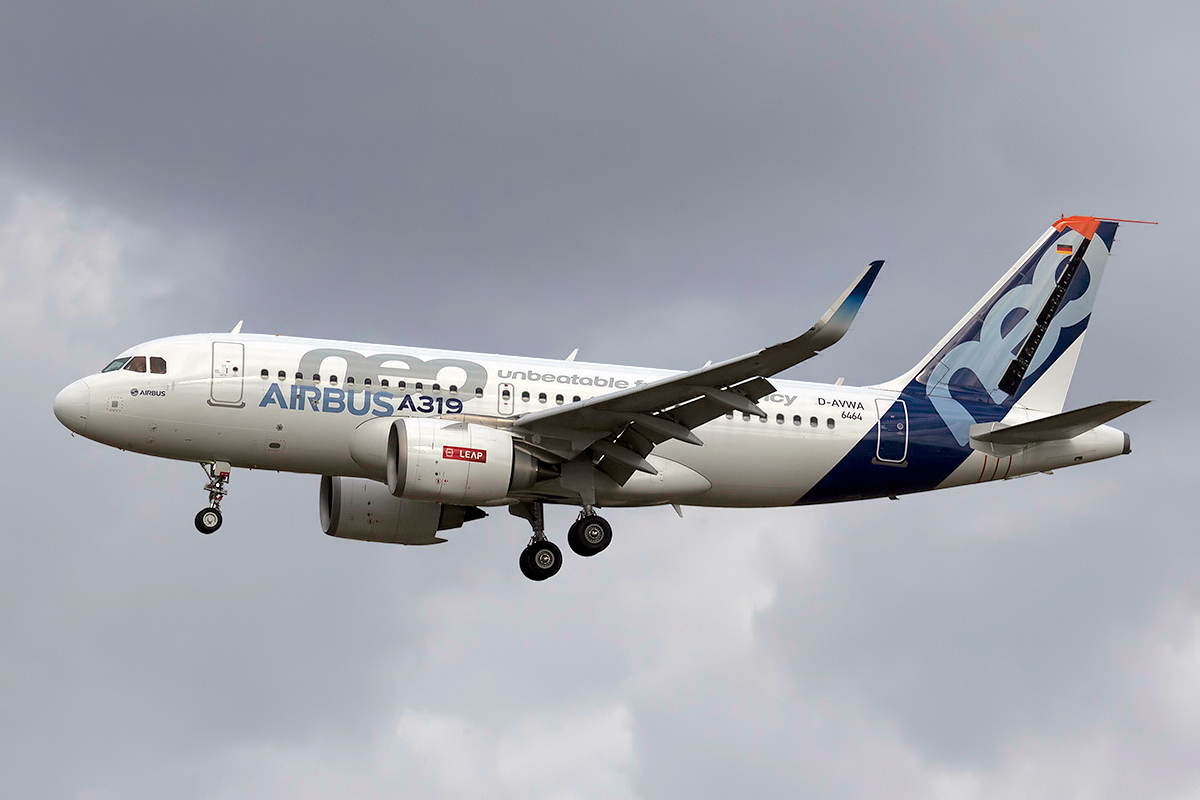
一架空中客车A319neo原型机，摄于图卢兹-布拉尼亚克机场。

### A319MPA
空中客车A319MPA（海上巡逻机）是空中客车A319的军事衍生型号。开发工作由空中巴士國防航天负责，该机型于2018年发布，与波音P-8波塞顿竞争，后者是美国制造的波音737的衍生型号。

### A319LR
A319LR是A319的长航程版本。与标准的A319相比，A319LR的航程增加到4,500海里（8,300公里）。启动客户为卡塔尔航空，共有两架A319-100LR，PrivatAir在2003年接受两架A319LR，欧飞航空（Eurofly）于2005年交付两架A319LR。

## 运营商
截至2019年7月，共有1246架空客A319在108家运营商服役，其中美国航空公司和易捷航空拥有最大规模的A319机队，分别为130架和125架。

### 订单及交付
|         | 订单    | 订单 | 交付数量 | 交付数量 | 交付数量 | 交付数量 | 交付数量 | 交付数量 | 交付数量 | 交付数量 | 交付数量 | 交付数量 | 交付数量 | 交付数量 | 交付数量 | 交付数量 | 交付数量 | 交付数量 | 交付数量 | 交付数量 | 交付数量 | 交付数量 | 交付数量 | 交付数量 | 交付数量 | 交付数量 | 交付数量 | 交付数量 | 交付数量 | 交付数量 |
| 型号    | 总数    | 意向 | 总数     | 2022     | 2021     | 2020     | 2019     | 2018     | 2017     | 2016     | 2015     | 2014     | 2013     | 2012     | 2011     | 2010     | 2009     | 2008     | 2007     | 2006     | 2005     | 2004     | 2003     | 2002     | 2001     | 2000     | 1999     | 1998     | 1997     | 1996     |
| ------- | ------- | ---- | -------- | -------- | -------- | -------- | -------- | -------- | -------- | -------- | -------- | -------- | -------- | -------- | -------- | -------- | -------- | -------- | -------- | -------- | -------- | -------- | -------- | -------- | -------- | -------- | -------- | -------- | -------- | -------- |
| A319ceo | 1,486   | 2    | 1,484    | —        | 2        | 3        | 4        | 8        | 3        | 4        | 24       | 34       | 38       | 38       | 47       | 51       | 88       | 98       | 105      | 137      | 142      | 87       | 72       | 85       | 89       | 112      | 88       | 53       | 47       | 18       |
| A319neo | 85      | 75   | 10       | 6        | 2        | —        | 2        | —        | —        | —        | —        | —        | —        | —        | —        | —        | —        | —        | —        | —        | —        | —        | —        | —        | —        | —        | —        | —        | —        | —        |
| (A319)  | (1,571) | (77) | (1,494)  | (6)      | (4)      | (3)      | (6)      | (8)      | (3)      | (4)      | (24)     | (34)     | (38)     | (38)     | (47)     | (51)     | (88)     | (98)     | (105)    | (137)    | (142)    | (87)     | (72)     | (85)     | (89)     | (112)    | (88)     | (53)     | (47)     | (18)     |

数据 截至2022年9月.

## 事故
截至2022年5月，共有有23起涉及空客A319的航空事故，包括5起事故导致涉事飞机报废。该机型目前没有任何事故导致人员伤亡。

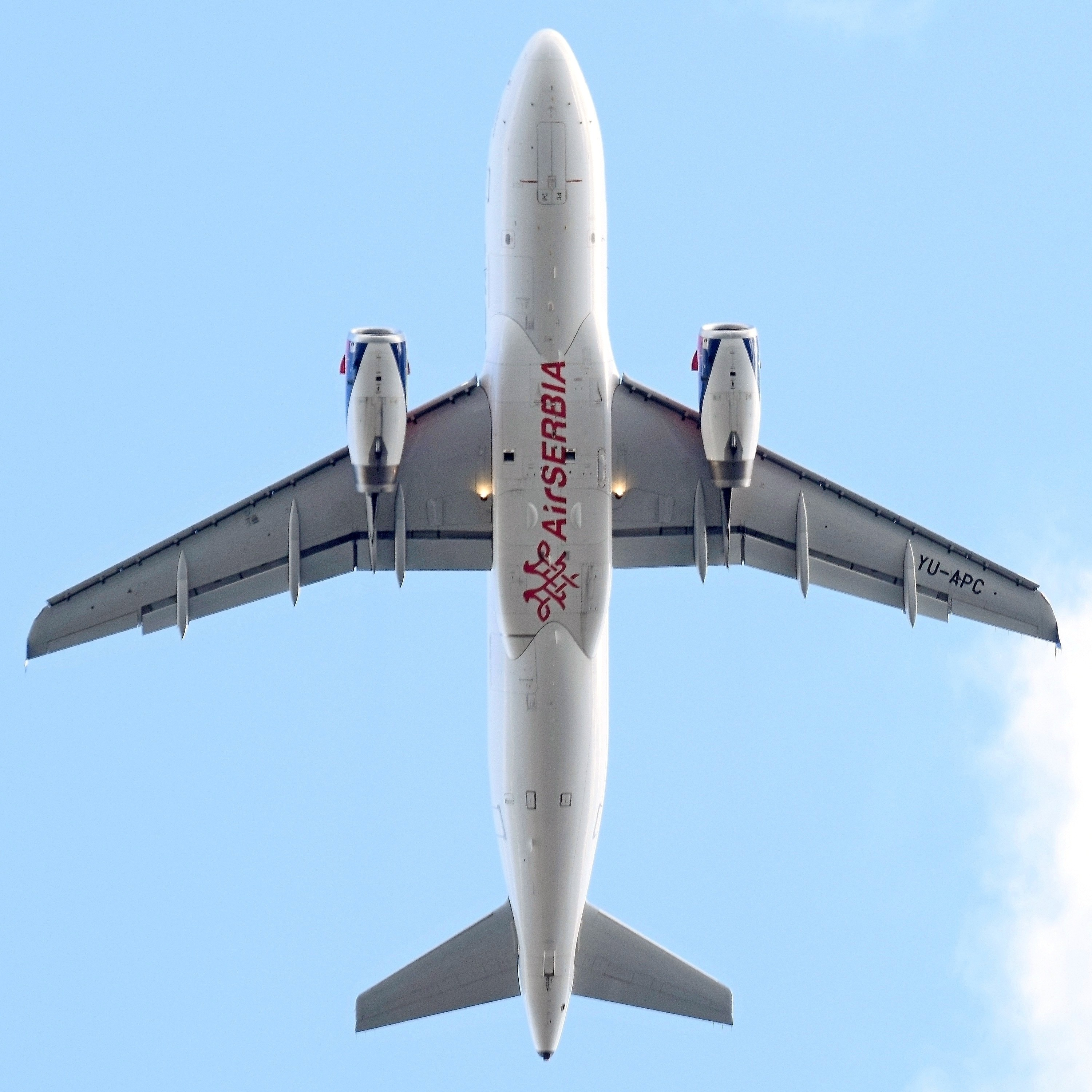
一架塞尔维亚航空的A319-100从伦敦希思罗机场起飞（摄于2016年）。

2003年1月19日，一架註冊號為N313NB的西北航空公司空客A319-114在美國拉瓜迪亞機場因維修人員失误导致前起落架损毁。涉事客机损毁严重因無法修復而被报废。

### 2000年代
2005年5月10日，美國明尼阿波利斯-聖保羅國際機場，一架西北航空公司的DC-9與一架剛從登機口推回的西北航空A319在地面相撞，导致该DC-9的液壓系統故障。 著陸後，機長在關閉飛機引擎时，無意中使剩余正常工作的液壓系統失效。 此次事故共六人受傷，兩架飛機都嚴重受損。 A319在修复后重新投入使用，DC-9则被报废。

### 2010年代
2010年3月10日，飛馬航空361號班機，一架由IZair運營的空中客車 A319 在渡輪航班上，在前起落架發生故障後緊急降落在德國法蘭克福機場。 飛機安全著陸，但兩個前起落架的輪胎都爆了。 機場關閉07R/25L 跑道 3 小時以允許恢復。 [9] 前起落架遇到了與捷藍航空 292 航班相同的問題。
2010年8月1 日，阿塞拜疆航空公司 075 號班機，一架登記為 4K-AZ04 的空客 A319-111，在飛機離開跑道降落在土耳其伊斯坦布爾阿塔圖爾克國際機場時發生起落架坍塌。 飛機嚴重受損，但所有 127 名乘客和機組人員都安然逃脫。 飛機後來被修復。 [10]
2010年9月24日，Wind Jet 航班 243，一架註冊為 EI-EDM 的空中客車 A319-132，在試圖降落在意大利巴勒莫機場時在 07 號跑道附近著陸。 飛機停在跑道外的草叢中，但嚴重損壞並報廢。 34名乘客受輕傷。
2013年5月24日，使用空客 A319-131 並註冊為 G-EUOE 的英國航空公司 762 號班機在起飛後不久因風扇罩門與兩個發動機分離而返回倫敦希思羅機場。 在進近過程中，右側發動機起火，並在發動機關閉後持續燃燒。 飛機安全著陸，機上 80 人沒有受傷。 事故報告顯示，整流罩在夜間維護後沒有上鎖。 艙門分離導致機身損壞，右側發動機因燃油管破裂而起火。
2018年5月14日，川航 8633 航班，一架註冊號為 B-6419 的空客 A319-133，從重慶江北國際機場飛往拉薩貢嘎國際機場的國內定期航班，在青藏高原巡航過程中，副駕駛員一側的駕駛艙擋風玻璃爆裂，機艙發生爆炸性減壓，機長只用了不到34分鐘就把飛機備降成都雙流國際機場。 飛機安全著陸，只有副駕駛和一名機組人員受傷。
2019年1月15日，一架註冊號為 5A-ONC 的非洲航空公司 A319-111 在利比亞的黎波里的米提加國際機場被槍擊毀。

### 2020年代
2022年5月12日，西藏航空9833號班機一架空客A319-100在重慶江北國際機場起飛時衝出跑道，引發火災。 機上 122 名乘客和機組人員全部生還，僅受輕傷。

## 性能
| 机组                         | 2名                                                                                  |
| 出口限制                     | 160/ 150                                                                             |
| 最大单仓载客量               | 156                                                                                  |
| 一般单仓载客量               | 134                                                                                  |
| 一般两舱载客量               | 124                                                                                  |
| 最大载货量                   | 27.7 m3（980 cu ft）                                                                 |
| 载货集装箱                   | 4× LD3-45                                                                            |
| 长度                         | 33.84米（111英尺0英寸）                                                              |
| 轴距                         | 11.04米（36英尺3英寸）                                                               |
| 轮距                         | 7.59米（24英尺11英寸）                                                               |
| 翼展                         | 35.8米（117英尺5英寸）                                                               |
| 机翼面积                     | 122.4 m2（1,318 sq ft）                                                              |
| 后掠翼                       | 25度                                                                                 |
| 尾舵高度                     | 11.76米（38英尺7英寸）                                                               |
| 机舱宽度                     | 3.70米（12英尺2英寸）                                                                |
| 机身宽度                     | 3.95米（13英尺0英寸）                                                                |
| 机身高度                     | 4.14米（13英尺7英寸）                                                                |
| 空重 (OEW)                   | 40.8 t（90,000磅）                                                                   |
| 最大落地重量 (MLW)           | 62.5 t（138,000磅）                                                                  |
| 最大起飞重量 (MTOW)          | 75.5 t（166,000磅）                                                                  |
| 巡航速度                     | 0.78馬赫（593.74英里每小時；955.53每小時）                                           |
| 最大飞行速度                 | 0.82馬赫（624.19英里每小時；1,004.54每小時）                                         |
| 一般最大航程                 | 3,750 nmi（6,940 km）                                                                |
| 商务机航程                   | 6,000 nmi（11,100 km）                                                               |
| 起飞所需跑道 (MTOW, SL, ISA) | 1,850米（6,070英尺）                                                                 |
| 降落所需跑道(MLW, SL, ISA)   | 1,360米（4,460英尺）                                                                 |
| 载油量                       | 24,210—30,190 L（6,400—7,980 US gal）                                                |
| 最高巡航高度                 | 39,100—41,000英尺（11,900—12,500米）                                                 |
| 引擎(×2)                     | CFM56-5B, 68.3英寸（1.73米） （叶片长度) IAE V2500A5, 63.5英寸（1.61米） （叶片长度) |
| 推力 (×2)                    | 98—120 kN（22,000—27,000 lbf）                                                       |

### 引擎
| 型号     | 认证日期       | 引擎型号                 |
| -------- | -------------- | ------------------------ |
| A319-111 | 1996年4月10日  | CFM56-5B5或5B5/P         |
| A319-112 | 1996年4月10日  | CFM56-5B6或5B6/P或5B6/2P |
| A319-113 | 1996年5月31日  | CFM56-5A4或5A4/F         |
| A319-114 | 1996年5月31日  | CFM56-5A5或5A5/F         |
| A319-115 | 1999年7月30日  | CFM56-5B7或5B7/P         |
| A319-131 | 1996年7月30日  | 国际航空发动机V2522-A5   |
| A319-132 | 1996年12月18日 | 国际航空发动机 V2524-A5  |
| A319-133 | 1999年7月30日  | 国际航空发动机V2527M-A5  |